# کرنگ!
کرنگ! (به انگلیسی: Kerrang!‎) یک مجلهٔ دیجیتال و مجلهٔ موسیقی بریتانیایی است که عمدتاً موسیقی راک، پانک و هوی متال را پوشش می‌دهد. از سال ۲۰۱۷، این مجله توسط Wasted Talent Ltd (همان شرکتی که دارای انتشارات موسیقی الکترونیک میکس مگ است) منتشر می‌شود. این مجله به دلیل صدای «ضربه زدن گیتار» به صورت نام آوا نامگذاری شد.
کرنگ! اولین بار در ۶ ژوئن ۱۹۸۱ به عنوان یک «ویژهٔ هوی متال» از روزنامهٔ اکنون منقرض شدهٔ ساوندز منتشر شد. با توجه به محبوبیت این شماره، این مجله به یک نشریهٔ ماهانه تبدیل شد و سپس در سال ۱۹۸۷ به هفته‌نامه تبدیل شد. در ابتدا به موج جدید هوی متال بریتانیا و ظهور بازیگران هارد راک اختصاص داشت، تأکید موسیقی کرنگ! چندین بار تغییر کرده است و در طول تاریخچهٔ انتشار چهل سالهٔ خود بر روی گرانج، نیو متال، پست هاردکور، ایمو و سایر ژانرهای آلترناتیو راک و متال تمرکز کرده است. کرنگ! در سال ۲۰۰۱، با پشت سر گذاشتن مجلهٔ ان ام ائی به پرفروش‌ترین هفته‌نامهٔ موسیقی بریتانیا تبدیل شد.
در مجموع پس از انتشار ۱۸۱۸ شماره، کرنگ! انتشار مجلهٔ هفتگی خود را در مارس ۲۰۲۰ در بحبوحهٔ همه‌گیری کووید-۱۹ متوقف کردند، در حالی که به عنوان یک نشریهٔ آنلاین با «داستان‌های جلد» دیجیتالی ادامه می‌دهند. در دسامبر ۲۰۲۱، نسخهٔ چاپی کرنگ! احیا شد و اکنون به صورت فصلی منتشر می‌شود.

## تاریخچه

### دههٔ ۱۹۸۰
کرنگ! در سال ۱۹۸۱ تأسیس شد. سردبیر مجلهٔ هفتگی موسیقی ساندز، آلن لوئیس، به جف بارتون پیشنهاد کرد که یک نسخهٔ ویژهٔ یکباره را با تمرکز بر موج نوی پدیده هوی متال بریتانیا و ظهور سایر هنرهای هارد راک ویرایش کند. اولین کرنگ! که به عنوان «ساندز ویژهٔ هوی متال» نامگذاری شده است، در ۶ ژوئن ۱۹۸۱ منتشر شد. آنگوس یانگ از گروه ای‌سی/دی‌سی در اولین جلد کرنگ! ظاهر شد. به گفتهٔ آلن لوئیس، اولین شماره چند روز پس از انتشار فروخته شد و مجله شروع به انتشار به صورت ماهانه کرد. در فوریه ۱۹۸۲، تنها پس از هشت شماره، بسامد کرنگ! توسط ناشر آن، انتشارات Spotlight (متعلق به روزنامه‌های متحد، یوبی‌ام) دو برابر شد. این نشریه با شمارهٔ ۱۴۸ در سال ۱۹۸۷ به صورت هفتگی منتشر شد. در طول دههٔ ۱۹۸۰ و اوایل دههٔ ۱۹۹۰، مجله بسیاری از آثار ترش متال و گلم متال را روی جلد قرار داد، از جمله گروه‌های Tigertailz، ماتلی کرو، اسلیر، بون جووی، متالیکا، پویزن و ونوم. اصطلاح ترش متال اولین بار توسط کرنگ! در مطبوعات موسیقی ابداع شد، توسط روزنامه‌نگار مالکوم دویم با اشاره به آهنگ «متال ترشینگ دیوانه» از گروه انترکس. قبل از این، جیمز هتفیلد از متالیکا از صدای آنها به عنوان «پاور متال» یاد می‌کرد.

### دههٔ ۱۹۹۰
در آوریل ۱۹۹۱، یوبی‌ام، کرنگ! را به شرکت انتشارات اسنشل (در حال حاضر به عنوان Ascential plc شناخته می‌شود) فروخت. هر چند کرنگ! این نشریه دارای میانگین تیراژ هفتگی ۵۸۶۸۵ نسخه بود و سالانه ۱ میلیون پوند سود می‌برد، این نشریه با رقابت قابل توجهی از سوی مجلهٔ RAW، که همچنین متعلق به اسنشل بود، مواجه بود. دیوید هپورث، روزنامه‌نگار بریتانیایی، که عناوین زیادی را برای اسنشل در دههٔ ۱۹۸۰ راه‌اندازی کرد، گفت: «ما [اسنشل] انتشار سودآور کرنگ! را برای Spotlight تقریباً غیرممکن کرده بودیم، زیرا ما RAW را تبلیغ می‌کردیم و آنها مجبور بودند دوباره تبلیغ کنند، و این به حاشیه‌های سود آنها آسیب رساند.» اسنشل دفاتر کرنگ! را به خیابان کرنبی در وست اند لندن جابجا کرد.
در آوریل ۱۹۹۲، بارتون پست خود را به عنوان سردبیر مجله ترک کرد و رابین دوریان جایگزین او شد. اگرچه دورهٔ تصدی او به عنوان سردبیر کوتاه بود، اما دوریان تمرکز مجله را بین هوی متال و صحنهٔ آلترناتیو راک رو به رشد، پس از موفقیت غیرمنتظرهٔ بازیگران گرانج مانند گروه نیروانا متعادل کرد. فیل الکساندر در ژوئن ۱۹۹۳ سردبیر جدید کرنگ! شد. الکساندر احساس می‌کرد که مجله از نظر پوشش گروه‌های جدیدتر از RAW عقب مانده است و تأکید کرنگ! تا حد زیادی از اعمال گلم/متال که قبلاً برجسته شده بودند به نفع کارهای مدرن مانند گروه‌های هول، ناین اینچ نیلز، کایس، Corrosion of Conformity و مشین هد شروع شد. در طول دوران بریت پاپ، مجله تا حد زیادی بر روی اقدامات سنگین‌تر «بریت‌راک» مانند گروه‌های The Wildhearts، منیک استریت پریچرز، Terrorvision و Therapy?‎ تمرکز می‌کرد. از سال ۱۹۹۵، کرنگ! پس از معرفی گروه کورن به یکی از روزنامه‌نگاران مجله به نام، مورات، توسط راب فلین، خوانندهٔ مشین هد، شروع به پوشش ژانر نیو متال کرد. در اواخر دههٔ ۱۹۹۰، این مجله در نهایت آثار گروه‌هایی مانند لیمپ بیزکت، سیستم آو ا داون، دفتونز و اسلپ‌نات و دیگر آثار پانک راک، هیپ هاپ و هاردکور پانک را پوشش داد.

### سال‌های ۲۰۲۰ – ۲۰۰۰
در آوریل ۲۰۰۰، پل ریس سردبیر جدید کرنگ! شد. در سال ۲۰۰۱، کرنگ! از ان‌ام‌ئی به عنوان پرفروش‌ترین هفته‌نامهٔ موسیقی در بریتانیا پیشی گرفت، که با پوشش آن از نیو متال تقویت شد. تا اواسط سال ۲۰۰۲، تیراژ مجله ۸۳۹۸۸ نسخه در هفته بود. پس از اینکه ریس آنها را برای ویرایش مجلهٔ کیو ترک کرد، ویرایشگر نقد سابق کرنگ! اشلی برد از سال ۲۰۰۳ تا ۲۰۰۵ به عنوان ویراستار منصوب شد. پس از جدایی او، پل برانیگان در مه ۲۰۰۵ سردبیری را بر عهده گرفت. در اواسط تا اواخر دههٔ ۲۰۰۰، تمرکز ژانر کرنگ! با تأکید جدید بر موسیقی ایمو، پست هاردکور، پاپ پانک و متال‌کور، همزمان با افول نیو متال، بار دیگر تغییر کرد. علاوه بر این، این مجله گاه به گاه گروه‌های معتبر دیگری مانند آیرن میدن و متالیکا را روی جلد نمایش می‌داد. در سال ۲۰۰۶، تیراژ مجله ۸۰۱۸۶ نسخه بود.
در سال ۲۰۰۸، اسنشل مجلات مصرفی خود را به گروه رسانه‌ای بائر فروخت. برانیگان، کرنگ! را در سال ۲۰۰۹ ترک کرد و نیکولا براون به عنوان سردبیر منصوب شد. او بعداً در آوریل ۲۰۱۱ استعفا داد. ویراستار سابق ویژگی‌های ان‌ام‌ئی و معاون ویرایشگر مجلهٔ گیمزمستر، جیمز مک ماهون در ۶ ژوئن ۲۰۱۱ به عنوان سردبیر منصوب شد.
در آوریل ۲۰۱۷، کرنگ! مجله، وب سایت آن، و جوایز K!‎ توسط میکس‌مگ مدیا، ناشر ماهنامهٔ رقص میکس‌مگ، همراه با دارایی‌های مربوط به مجلهٔ سبک منقرض The Face خریداری شد. میکس‌مگ از آن زمان شرکت مادر Wasted Talent را تشکیل داد که کرنگ! را به عنوان اولین عنوان دیجیتال دوباره راه‌اندازی کرد، در حالی که همچنان به انتشار یک نسخه چاپی هفتگی ادامه می‌دهد. سردبیر سابق فیل الکساندر در ۳ اوت ۲۰۱۷ به عنوان مدیر خلاق جهانی منصوب شد. بائر مالکیت رادیو کرنگ! را حفظ کرد و شبکه باکس پلاس مانند گذشته به کار تلویزیون کرنگ! ادامه داد. لوگوی به روز شدهٔ کرنگ! در اواسط سال ۲۰۱۷ و قبل از اینکه مجله در طول سال ۲۰۱۸ طراحی مجدد کاملی داشته باشد، عرضه شد.
در ۱۳ مارس ۲۰۲۰، پس از انتشار مجموعاً ۱۸۱۸ شماره، چاپ هفتگی کرنگ! به دلیل دنیاگیری کووید-۱۹ به حالت تعلیق درآمد. وبگاه کرنگ! به اجرای معمول مقالات ادامه داد. در ۲۹ ژوئیه ۲۰۲۰، این مجله اولین مقالهٔ هفتگی دیجیتالی «داستان جلد» خود را منتشر کرد و اولین آلبوم انفرادی کوری تیلور، CMFT (۲۰۲۰) را اعلام کرد. در دسامبر ۲۰۲۱، نسخهٔ چاپی یکباره کرنگ! با جشن بازگشت رویدادهای موسیقی زنده در بریتانیا منتشر شد. فروش این مجله به اندازه کافی موفق بود که دومین مجلهٔ چاپی مستقل در آوریل ۲۰۲۲ منتشر شد. انتشار این مجله به صورت فصلی ادامه دارد.

## سرمایه‌گذاری‌های دیگر

### جوایز کرنگ!
از سال ۱۹۹۳، این مجله یک مراسم سالانهٔ جوایز را برای نشان دادن موفق‌ترین گروه‌ها در جهت علاقهٔ خوانندگان برگزار می‌کند. این جوایز به یکی از شناخته‌شده‌ترین رویدادهای بریتانیا توسط کتاب منحل‌شدۀ گینس تک‌آهنگ‌ها و آلبوم‌های بریتانیایی تبدیل شد، که اغلب برخی از برندگان را در گردآوری سالانهٔ شان در سال گذشته فهرست می‌کند. این رویداد توسط مشاهیر بزرگ موسیقی و بسیاری دیگر خارج از صنعت موسیقی که در این رویداد شرکت می‌کنند، ارائه می‌شود.
پس از یک سال وقفه، جوایز در سال ۲۰۱۸ با مهمانان قابل توجهی از جمله جانی دپ، جو پری، تونی آیومی، کوری تیلور و دیو گرول و دیگران راه‌اندازی شد. پس از دو سال وقفه به دلیل همه‌گیری کووید ۱۹، این مراسم در ژوئن ۲۰۲۲ بازگشت و دورهٔ نامزدی خوانندگان از آوریل ۲۰۲۲ آغاز شد.

### رادیو کرنگ!
در سال ۲۰۰۰، اسنشل کرنگ! را به عنوان یک ایستگاه پخش رادیویی دیجیتال در سراسر بریتانیا راه‌اندازی کرد. این در اصل یک ایستگاه «جوک‌باکس» بود که دنباله‌ای پشت سر هم از موسیقی راک و آلترناتیو راک پخش می‌کرد. در ۱۰ ژوئن ۲۰۰۴، کرنگ! ۱۰۵٫۲ به عنوان یک ایستگاه رادیویی منطقه‌ای در بیرمنگام با یک کمپین تبلیغاتی توسط آژانس خلاق ODD مستقر در لندن راه اندازی شد. رادیو تعدادی برنامهٔ تخصصی داشت که به زیرشاخه‌های بسیاری از موسیقی راک اختصاص داشت. خروجی رادیو شامل مصاحبه با کسانی بود که فرهنگ و جامعهٔ عامه را تحت تأثیر قرار می‌دادند و همچنین کسانی که با موسیقی در ارتباط بودند. از ۱۴ ژوئن ۲۰۱۳ پخش بر روی اف ام متوقف شد و بار دیگر به یک ایستگاه دیجیتال تبدیل شد و شنوندگان می‌توانستند روی پخش رادیویی دیجیتال یا برنامهٔ رادیوی کرنگ! تنظیم شوند. با این تغییر پخش، دفاتر رادیو کرنگ! از بیرمنگام به لندن نقل مکان کرد. رادیو مطلق اکنون در فرکانس اف ام خود پخش می‌شود.

### تلویزیون کرنگ!
در سال ۲۰۰۱ اسنشل تلویزیون کرنگ! را راه‌اندازی کرد. مانند ایستگاه رادیویی، این کانال تلویزیونی بخش اصلی موسیقی راک و همچنین گروه‌های راک کلاسیک از جمله ایروسمیث، ای‌سی/دی‌سی و گانز ان روزز و گروه‌های هوی متال کلاسیک مانند آیرون میدن، بلک سبث و متالیکا را پوشش می‌دهد. تلویزیون کرنگ!، همراه با کانال‌های خواهر شبکه باکس پلاس، به‌طور کامل تحت مالکیت شرکت تلویزیونی کانال ۴ بود و متعاقباً به دلیل کاهش بودجه توسط کانال ۴، همراه با کانال‌های خواهرش، در ۳۰ ژوئن ۲۰۲۴ بسته شد.

### آلبوم‌های تلفیقی کرنگ!
از سال ۱۹۸۲ مجلهٔ کرنگ! گهگاه همراه با ضبط‌های گردآوری‌شده در اصل روی وینیل ۷ اینچی همراه می‌شد و سپس در سال ۱۹۹۴ کاست‌ها را به سی‌دی‌ها در سال ۱۹۹۵ انتقال داد. مجموعه‌ها، موسیقی جدید و محبوب، موسیقی با مضمون یک ژانر از «حالت» یا بهترین فهرست‌ها. در سال ۲۰۰۱ کرنگ شروع به انتشار آلبوم کرنگ! تحت یونیورسال موزیک قبل از تغییر به راینو انترتینمنت در سال ۲۰۱۶ کرد.

### تور کرنگ!
تور کرنگ! از سال ۲۰۰۶ تا ۲۰۱۷ برگزار شد. ترکیب هر سال معمولاً در اکتبر سال قبل اعلام می‌شد و در ژانویه و فوریه سال بعد برگزار می‌شد. نوشیدنی انرژی‌زای بی‌امان از تور کرنگ! برای چندین سال حمایت کرد. در حال حاضر مشخص نیست که آیا این تور هرگز احیا خواهد شد یا خیر.
- ۲۰۰۶، گروه بولت فور مای ولنتاین برای گروه‌های، Hawthorne Heights و Still Remains و Aiden به نمایش درآمد.
- ۲۰۰۷، گروه Biffy Clyro برای گروه‌های، The Bronx و The Audition و I Am Ghost به نمایش درآمد.
- ۲۰۰۸، گروه Coheed and Cambria برای گروه‌های، Madina Lake و Fightstar و Circa Survive به نمایش درآمد.
- ۲۰۰۹، با حمایت مالی نوشیدنی انرژی‌زای بی‌امان از این سال؛ گروه Mindless Self Indulgence برای گروه‌های، دیر اون گرای، برینگ می د هورایزن، Black Tide و In Case of Fire به نمایش درآمد.
- ۲۰۱۰، گروه آل تایم لو برای گروه‌های، The Blackout و Young Guns و My Passion به نمایش درآمد. گروه Jettblack برای دو قرار در Roundhouse لندن در پایان تور اضافه شد.
- ۲۰۱۱، گروه گود شارلوت برای گروه‌های، Four Year Strong, Framing Hanley و The Wonder Years به نمایش درآمد.
- ۲۰۱۲. این تور از ۵ تا ۱۷ فوریه به طول انجامید.[۳۴] گروه نیو فوند گلوری برای گروه‌های، سام ۴۱، Letlive و While She Sleeps به نمایش درآمد.[۳۴] در ۲۰ ژانویه ۲۰۱۲ فاش شد که خوانندهٔ گروه سام ۴۱، دریک ویبلی به دلیلی که از ناحیه کمر آسیب دیده بود و در طول مدت تور به اندازه کافی خوب نبود، مجبور به کناره‌گیری شده بود، آنها توسط گروه The Blackout جایگزین شدند که در تور ۲۰۱۰ اجرا کرده بودند.[۳۵]
- ۲۰۱۳، گروه بلک ویل برایدز برای گروه‌های، Chiodos، تونایت الایو و Fearless Vampire Killers به نمایش درآمد. این یک تور ۱۱ روزه بود که از ۳ تا ۱۵ فوریه برگزار شد و روز ششم و یازدهم تعطیل بود. ویلیام کنترل یک دی جی مهمان بود و همچنین در کنار گروه Black Veil Brides در ۲ آهنگ ظاهر شد؛ سایه‌ها می‌میرند و در پایان.
- ۲۰۱۴، گروه لیمپ بیزکت برای گروه‌های، Crossfaith و Nekrogoblikon و Baby Godzilla به نمایش درآمد.
- ۲۰۱۵، گروه Don Broco برای گروه‌های، We Are the in Crowd و Bury Tomorrow و Beartooth و Young Guns به نمایش درآمد.[۳۶]
- ۲۰۱۶. در ۲۹ سپتامبر سرفصل برای یازدهمین تور کرنگ! به گروه سام ۴۱ داده شد.[۳۷] دریک ویبلی در مصاحبه‌ای با کرنگ اظهار داشت که «پس از یک وقفهٔ سه ساله، ما مفتخریم که اولین بازگشت تور ما کرنگ! است».[۳۸] این تور شامل گروه‌های سام ۴۱، Roam و Frank Carter & The Rattlesnakes و Biters بود.
- ۲۰۱۷، گروه The Amity Affliction برای گروه‌های، Boston Manor, Vukovi و Casey به نمایش درآمد.

## نمودار رسمی راک کرنگ!
در طول دههٔ ۱۹۸۰، کرنگ! نمودارهای هفتگی هوی متال را برای تک آهنگ‌ها، آلبوم‌ها و آلبوم‌های وارداتی منتشر کرد. هر کدام از داده‌های فروش پنجاه فروشگاه تخصصی در سراسر بریتانیا گردآوری شده است.
در مارس ۲۰۱۲، کرنگ! نمودار هفتگی تک‌آهنگ‌های راک جدید برای بریتانیا را بر اساس پخش در سراسر رادیو کرنگ!، تلویزیون کرنگ!، و ایستگاه‌های رادیویی تخصصی راک و همچنین ارقام فروش از شرکت جدول‌های رسمی را اعلام کرد. از سال ۲۰۲۰، نمودار همچنان هر هفته در مجله چاپ می‌شود، حاوی ۲۰ آهنگ است و اغلب حاوی حقایق همراه یا نقل قول‌های هنرمند است. نمایه رسمی اسپاتیفای کرنگ همچنین دارای یک لیست پخش از آهنگ‌های نمودار است و هر چهارشنبه به روز می‌شود. این نمودار صبح‌های شنبه در رادیو کرنگ! اعلام شد و هر شنبه در ظهر می‌توان آن را به صورت آنلاین مشاهده کرد. این نمودار نیز پنجشنبه‌ها ساعت ۱۶ از تلویزیون کرنگ! پخش می‌شود.
برخلاف جدول‌های تک‌آهنگ‌ها و آلبوم‌های راک و متال بریتانیا که توسط شرکت نمودارهای رسمی تولید می‌شود، که معمولاً تحت سلطهٔ هنرمندان کلاسیک راک است، نمودار راک کرنگ! عمدتاً بر انتشارات جدید هنرمندان راک معاصر تمرکز دارد.

## لیست‌های پایان سال کرنگ!

### آلبوم سال
| سال  | هنرمند                | آلبوم                         | منبع   |
| ---- | --------------------- | ----------------------------- | ------ |
| ۱۹۸۲ | اسکورپیونز            | Blackout                      | [ ۴۰ ] |
| ۱۹۸۳ | دف لپارد              | Pyromania                     | [ ۴۰ ] |
| ۱۹۸۴ | ون هیلن               | ۱۹۸۴                          | [ ۴۰ ] |
| ۱۹۸۵ | برایان آدامز          | Reckless                      | [ ۴۰ ] |
| ۱۹۸۶ | دیوید لی راث          | Eat 'Em and Smile             | [ ۴۰ ] |
| ۱۹۸۷ | ایروسمیث              | Permanent Vacation            | [ ۴۰ ] |
| ۱۹۸۸ | King's X              | Out of the Silent Planet      | [ ۴۰ ] |
| ۱۹۸۹ | فیث نو مور            | چیز واقعی                     | [ ۴۰ ] |
| ۱۹۹۰ | اسلیر                 | فصول مغاک                     | [ ۴۰ ] |
| ۱۹۹۱ | متالیکا               | متالیکا                       | [ ۴۰ ] |
| ۱۹۹۲ | آلیس این چینز         | Dirt                          | [ ۴۰ ] |
| ۱۹۹۳ | پرل جم                | Vs.‎                           | [ ۴۰ ] |
| ۱۹۹۴ | Therapy?‎              | Troublegum                    | [ ۴۰ ] |
| ۱۹۹۵ | فو فایترز             | Foo Fighters                  | [ ۴۰ ] |
| ۱۹۹۶ | Screaming Trees       | Dust                          | [ ۴۰ ] |
| ۱۹۹۷ | فو فایترز             | رنگ و رخ                      | [ ۴۰ ] |
| ۱۹۹۸ | Monster Magnet        | Powertrip                     | [ ۴۰ ] |
| ۱۹۹۹ | فو فایترز             | There Is Nothing Left to Lose | [ ۴۰ ] |
| ۲۰۰۰ | کوئینز آو د استون ایج | Rated R                       | [ ۴۰ ] |
| ۲۰۰۱ | تول                   | لترالس                        | [ ۴۰ ] |
| ۲۰۰۲ | کوئینز آو د استون ایج | Songs for the Deaf            | [ ۴۰ ] |
| ۲۰۰۳ | The Darkness          | Permission to Land            | [ ۴۰ ] |
| ۲۰۰۴ | مستودون               | Leviathan                     | [ ۴۰ ] |
| ۲۰۰۵ | تریویم                | Ascendancy                    | [ ۴۰ ] |
| ۲۰۰۶ | Taking Back Sunday    | Louder Now                    | [ ۴۰ ] |
| ۲۰۰۷ | Biffy Clyro           | Puzzle                        | [ ۴۰ ] |
| ۲۰۰۸ | متالیکا               | آهنربای مرگ                   | [ ۴۰ ] |
| ۲۰۰۹ | Gallows               | Grey Britain                  | [ ۴۰ ] |
| ۲۰۱۰ | دفتونز                | Diamond Eyes                  | [ ۴۰ ] |
| ۲۰۱۱ | مستودون               | The Hunter                    | [ ۴۰ ] |
| ۲۰۱۲ | Enter Shikari         | A Flash Flood of Colour       | [ ۴۰ ] |
| ۲۰۱۳ | برینگ می د هورایزن    | Sempiternal                   | [ ۴۰ ] |
| ۲۰۱۴ | آرکیتکتس              | Lost Forever // Lost Together | [ ۴۰ ] |
| ۲۰۱۵ | برینگ می د هورایزن    | That's the Spirit             | [ ۴۰ ] |
| ۲۰۱۶ | گرین دی               | Revolution Radio              | [ ۴۰ ] |
| ۲۰۱۷ | Employed to Serve     | The Warmth of a Dying Sun     | [ ۴۰ ] |
| ۲۰۱۸ | Turnstile             | Time & Space                  | [ ۴۰ ] |
| ۲۰۱۹ | اسلپ‌نات               | We Are Not Your Kind          | [ ۴۰ ] |
| ۲۰۲۰ | کد اورنج              | Underneath                    | [ ۴۰ ] |
| ۲۰۲۱ | Every Time I Die      | Radical                       | [ ۴۱ ] |
| ۲۰۲۲ | Nova Twins            | Supernova                     | [ ۴۲ ] |
| ۲۰۲۳ | فو فایترز             | But Here We Are               |        |

## لوگوها

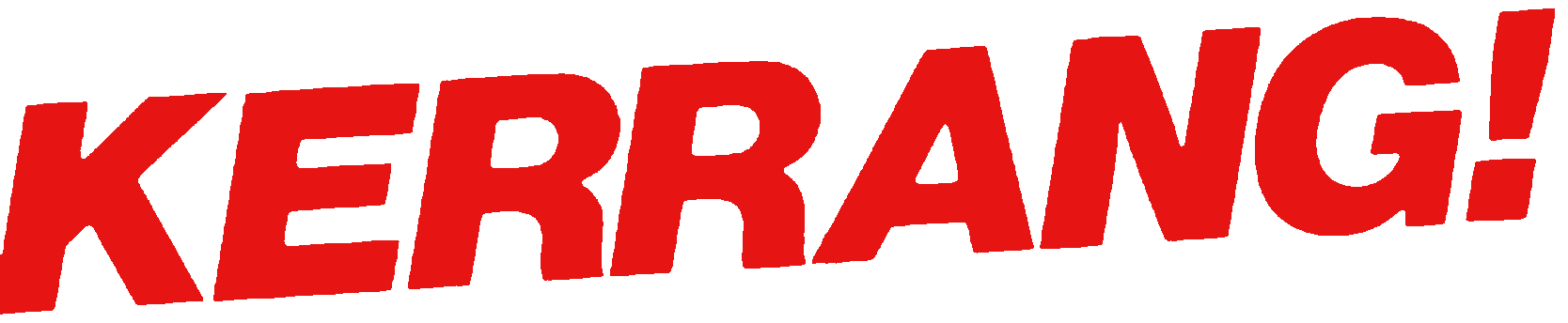
لوگوی اصلی «کرنگ!»، که از سال ۱۹۸۱ تا ۱۹۸۲ استفاده شده است
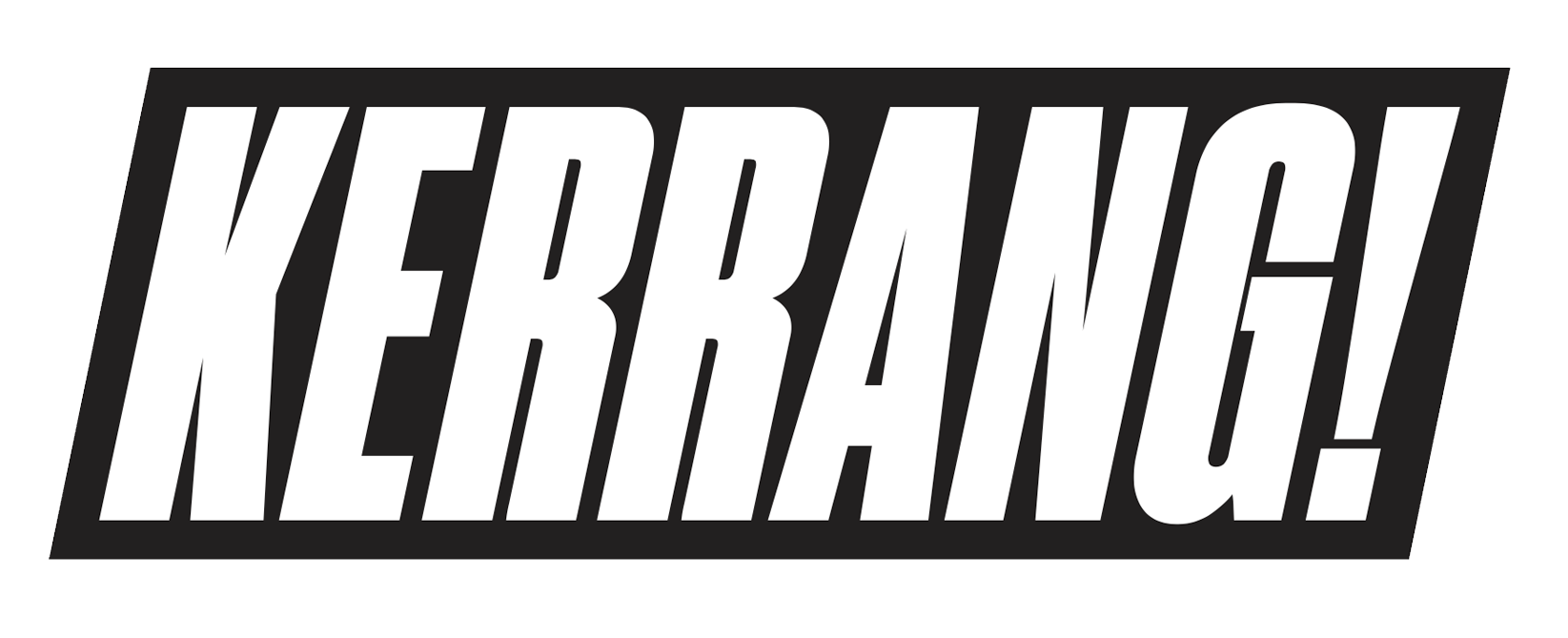
لوگوی استفاده شده از سال ۲۰۱۷ تا ۲۰۲۱